# Selknamia
Selknamia là một chi nhện trong họ Anyphaenidae.